# Box of Scorpions
Box of Scorpions es la primera caja recopilatoria de la banda alemana de hard rock y heavy metal Scorpions, publicado en 2004 a través de Hip-O Records. Se compone de tres discos compactos que recorren treinta años de carrera musical de la banda, partiendo del disco debut Lonesome Crow de 1972 hasta el material exclusivo del álbum recopilatorio Bad for Good: The Very Best of Scorpions de 2002. De igual manera, contiene canciones en vivo tomadas de los discos Tokyo Tapes de 1978 y World Wide Live de 1985 y la versión arreglada de «Rock You Like a Hurricane», «Hurricane 2000», grabada con la Orquesta Filarmónica de Berlín para el álbum Moment of Glory del año 2000.
Los discos están ordenados de la siguiente manera:
- Disco 1: desde 1972 a 1979
- Disco 2: desde 1979 a 1989
- Disco 3: desde 1990 a 2002

## Lista de canciones

### Disco uno
| N.º | Título                      | Escritor(es)                                 | Duración |  |
| 1.  | «I'm Going Mad»             | Schenker, M.Schenker, Meine, Dziony, Hemberg | 4:51     |  |
| 2.  | «Speedy's Coming»           | Schenker, Meine                              | 3:33     |  |
| 3.  | «Fly to the Rainbow»        | M.Schenker, Meine                            | 9:35     |  |
| 4.  | «In Trance»                 | Schenker, Meine                              | 4:42     |  |
| 5.  | «Pictured Life»             | Schenker, Meine, Roth                        | 3:23     |  |
| 6.  | «Virgin Killer»             | Roth                                         | 3:42     |  |
| 7.  | «Catch Your Train»          | Schenker, Meine                              | 3:34     |  |
| 8.  | «Steamrock Fever»           | Schenker, Meine                              | 3:36     |  |
| 9.  | «We'll Burn the Sky»        | Schenker, Monika Dannemann                   | 6:26     |  |
| 10. | «He's a Woman She's a Man»  | Schenker, Meine, Rarebell                    | 3:13     |  |
| 11. | «Backstage Queen» (en vivo) | Schenker, Meine                              | 3:38     |  |
| 12. | «Top of the Bill» (en vivo) | Schenker, Meine                              | 6:46     |  |
| 13. | «Dark Lady» (en vivo)       | Roth                                         | 3:39     |  |
| 14. | «Robot Man» (en vivo)       | Schenker, Meine                              | 5:38     |  |
| 15. | «Loving You Sunday Morning» | Schenker, Meine, Rarebell                    | 5:36     |  |
| 16. | «Holiday»                   | Schenker, Meine                              | 6:30     |  |

### Disco dos
| N.º | Título                            | Escritor(es)                         | Duración |  |
| 1.  | «Coast to Coast»                  | Schenker                             | 4:38     |  |
| 2.  | «Lovedrive»                       | Schenker, Meine                      | 4:47     |  |
| 3.  | «Make It Real»                    | Schenker, Rarebell                   | 3:49     |  |
| 4.  | «Don't Make No Promises»          | Jabs, Rarebell                       | 2:56     |  |
| 5.  | «Twentieth Century Man»           | Schenker, Meine                      | 3:00     |  |
| 6.  | «The Zoo»                         | Schenker, Meine                      | 5:28     |  |
| 7.  | «Blackout»                        | Schenker, Meine, Rarebell, Kittelsen | 3:47     |  |
| 8.  | «Can't Live Without You»          | Schenker, Meine                      | 3:45     |  |
| 9.  | «No One Like You»                 | Schenker, Meine                      | 3:56     |  |
| 10. | «Dynamite»                        | Schenker, Meine, Rarebell            | 4:12     |  |
| 11. | «Bad Boys Running Wild»           | Schenker, Meine, Rarebell            | 3:54     |  |
| 12. | «Rock You Like a Hurricane»       | Schenker, Meine, Rarebell            | 4:11     |  |
| 13. | «Coming Home»                     | Schenker, Meine                      | 4:58     |  |
| 14. | «Big City Nights»                 | Schenker, Meine                      | 4:08     |  |
| 15. | «Still Loving You»                | Schenker, Meine                      | 6:26     |  |
| 16. | «Another Piece of Meat» (en vivo) | Schenker, Rarebell                   | 3:39     |  |
| 17. | «Don't Stop at the Top»           | Schenker, Meine, Rarebell            | 4:03     |  |
| 18. | «Rhythm of Love»                  | Schenker, Meine                      | 3:48     |  |
| 19. | «I Can't Explain»                 | Pete Townshend                       | 3:21     |  |

### Disco tres
| N.º | Título                               | Escritor(es)                        | Duración |  |
| 1.  | «Tease Me Please Me»                 | Meine, Rarebell, Jabs, Vallance     | 4:43     |  |
| 2.  | «Believe In Love»                    | Schenker, Meine                     | 5:23     |  |
| 3.  | «Don't Believe Her»                  | Schenker, Meine, Rarebell, Vallace  | 4:54     |  |
| 4.  | «Wind of Change»                     | Meine                               | 5:11     |  |
| 5.  | «Send Me an Angel»                   | Schenker, Meine                     | 4:32     |  |
| 6.  | «Hit Between the Eyes»               | Schenker, Meine, Rarebell, Vallance | 4:32     |  |
| 7.  | «Alien Nation»                       | Schenker, Meine                     | 5:43     |  |
| 8.  | «Under the Same Sun»                 | Meine, Hudson, Fairbairn            | 4:52     |  |
| 9.  | «Woman»                              | Schenker, Meine                     | 5:55     |  |
| 10. | «Over the Top» (versión sencillo)    | Jabs                                | 4:24     |  |
| 11. | «Life Goes Round» (versión sencillo) | Schenker, Meine                     | 3:41     |  |
| 12. | «You and I»                          | Meine                               | 6:13     |  |
| 13. | «Mysterious»                         | Schenker, Meine, Rieckermann, Byron | 5:28     |  |
| 14. | «Hurricane 2000»                     | Schenker, Meine, Rarebell           | 6:01     |  |
| 15. | «Cause I Love You»                   | Schenker, Meine                     | 3:44     |  |
| 16. | «Bad for Good»                       | Schenker, Meine, Dierks             | 4:04     |  |